# 350th Spectrum Warfare Wing
Il 350th Spectrum Warfare Wing è uno stormo di Guerra Elettronica dell'Air Combat Command, inquadrato nell'USAF Warfare Center. Il suo quartier generale è situato presso la Eglin Air Force Base, in Florida.

## Missione
Lo stormo rilascia le capacità più adattive e all'avanguardia dello spettro elettromagnetico per fornire al combattente un vantaggio competitivo tattico e strategico e la libertà di attaccare, manovrare e difendere.

## Organizzazione
Attualmente, al 2024, lo stormo controlla:
- 350th Spectrum Warfare Group
  - 16th Electronic Warfare Squadron
  - 36th Electronic Warfare Squadron
  - 68th Electronic Warfare Squadron
  - 513th Electronic Warfare Squadron
  - F-35 Partner Support Complex
- 850th Spectrum Warfare Group
  - 39th Electronic Warfare Squadron
  - 453rd Electronic Warfare Squadron
  - 87th Electronic Warfare Squadron
  - Detachment 1 - Wavelenght

## Storia
Il 350th Spectrum Warfare Wing è stato attivato il 25 giugno 2021 per supportare il consolidamento e la modernizzazione di tutte le iniziative dello spettro elettromagnetico del Dipartimento dell'Aeronautica Militare, ed è responsabile della fornitura di competenze operative, tecniche e di manutenzione nella guerra elettronica per la CAF e per l'ingegneria dei sistemi, i test, la valutazione, lo sviluppo di tattiche, l'occupazione, le capacità e valutazione della tecnologia. Ciò include la responsabilità in tempo di guerra per la riprogrammazione di emergenza e la diffusione del software dei dati di missione del sistema EW per gli aerei da combattimento. Lo Stormo gestisce il programma di valutazione della guerra elettronica COMBAT SHIELD dell'Air Force per i sistemi EW degli aerei da combattimento. COMBAT SHIELD fornisce alle unità operative una valutazione della capacità specifica del sistema per i loro ricevitori di allarme radar, i POD di attacco elettronico e i sistemi EW integrati.